# Hyophila ovalifolia
Hyophila ovalifolia là một loài Rêu trong họ Pottiaceae. Loài này được (Hampe) Hampe mô tả khoa học đầu tiên năm 1875.